# Silene coeli-rosa
Silene coeli-rosa é uma espécie de planta com flor pertencente à família Caryophyllaceae.
A autoridade científica da espécie é (L.) Godr., tendo sido publicada em Flore de France 1: 221. 1827.

## Portugal
Trata-se de uma espécie presente no território português, nomeadamente em Portugal Continental.
Em termos de naturalidade é introduzida da regição atrás indicada.

## Protecção
Não se encontra protegida por legislação portuguesa ou da Comunidade Europeia.